# Cédula de cem dólares dos Estados Unidos
A nota de cem dólares dos Estados Unidos (US$100) é a maior denominação atual do dólar americano. O anverso apresenta um retrato de Benjamin Franklin, o político, cientista e inventor americano, e o verso mostra uma imagem do Independence Hall. É a nota de valor mais elevado em circulação nos Estados Unidos desde 1969, altura em que foram retiradas as notas de 500, 1.000, 5.000 e 100.000 dólares. As notas deste valor são também conhecidas em inglês coloquial como Benjamins ou Bens (abreviatura de “Benjamin”), ou como C-Notes, após o algarismo romano equivalente a 100. A nota é a sétima e última maior denominação das notas de dólar desde 1956.

### Notas de tamanho grande

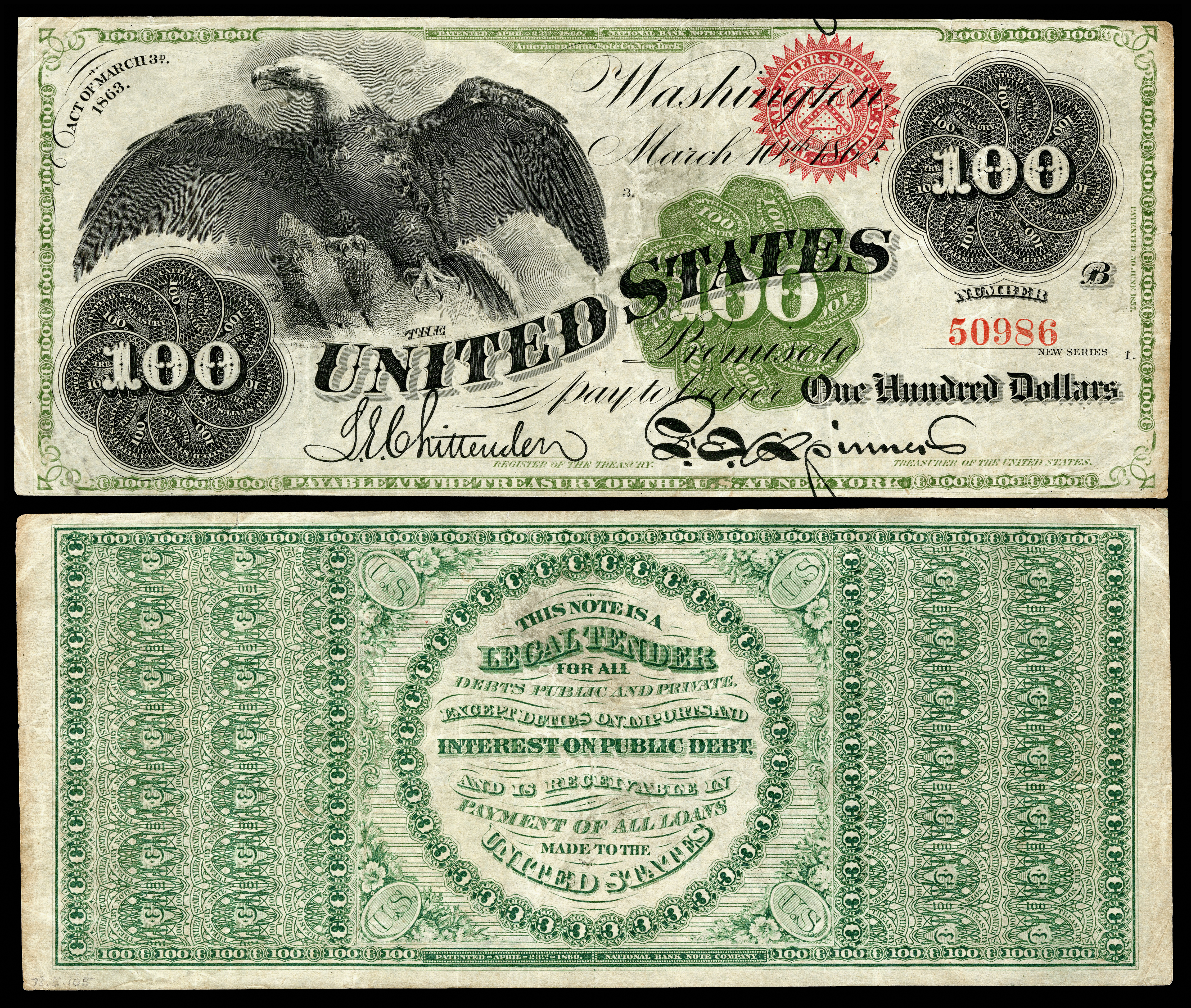
Nota de US$ 100 com curso legal de 1863 Os primeiros certificados de ouro de US$ 100 foram emitidos com uma águia careca à esquerda e um grande 100 verde no meio do anverso.
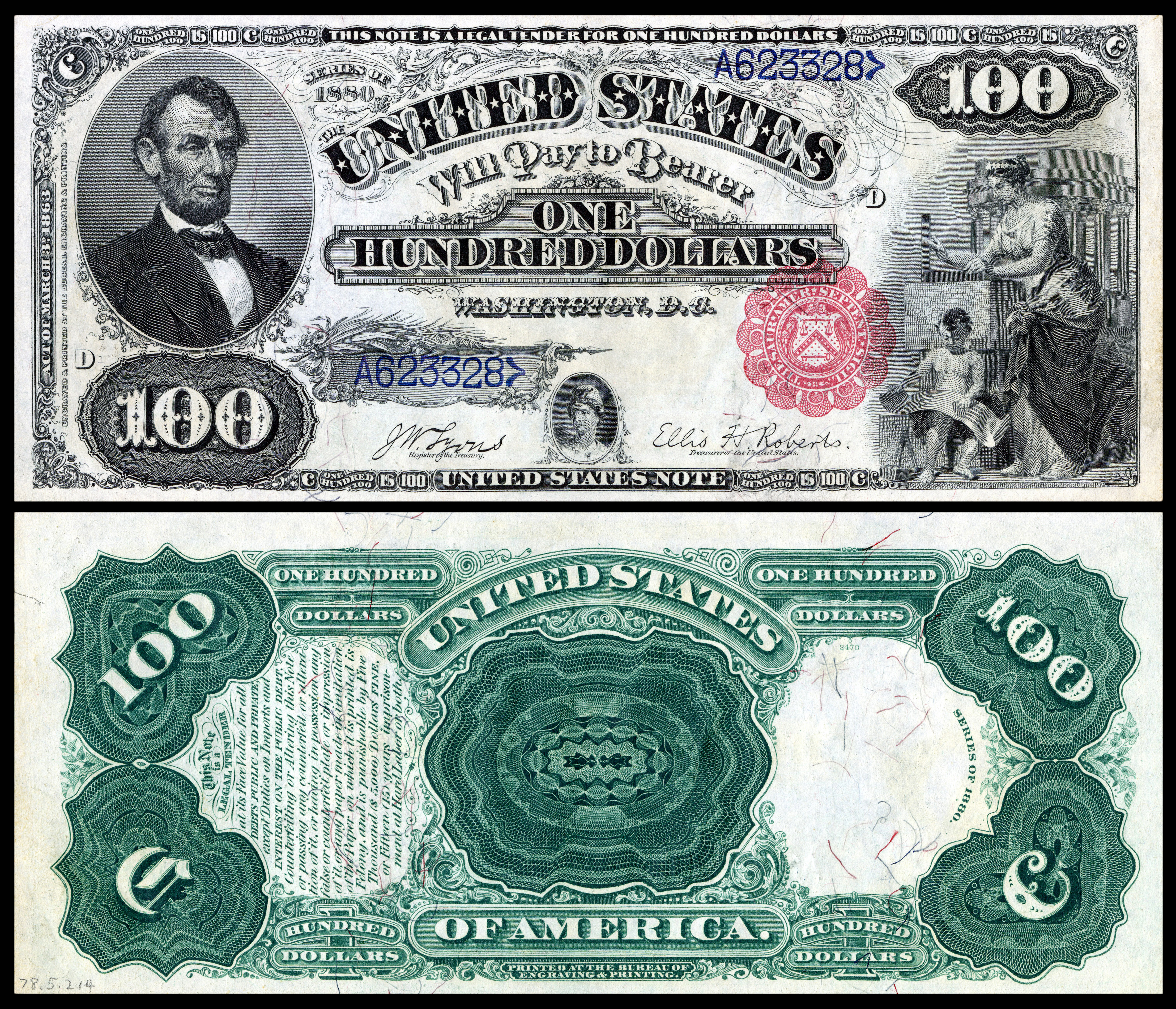
US$ 100 com curso legal de 1880 (versão de 1869) Uma nova nota de US$ 100 dos Estados Unidos foi emitida com um retrato de Abraham Lincoln à esquerda do anverso e uma figura alegórica representando a arquitetura à direita.
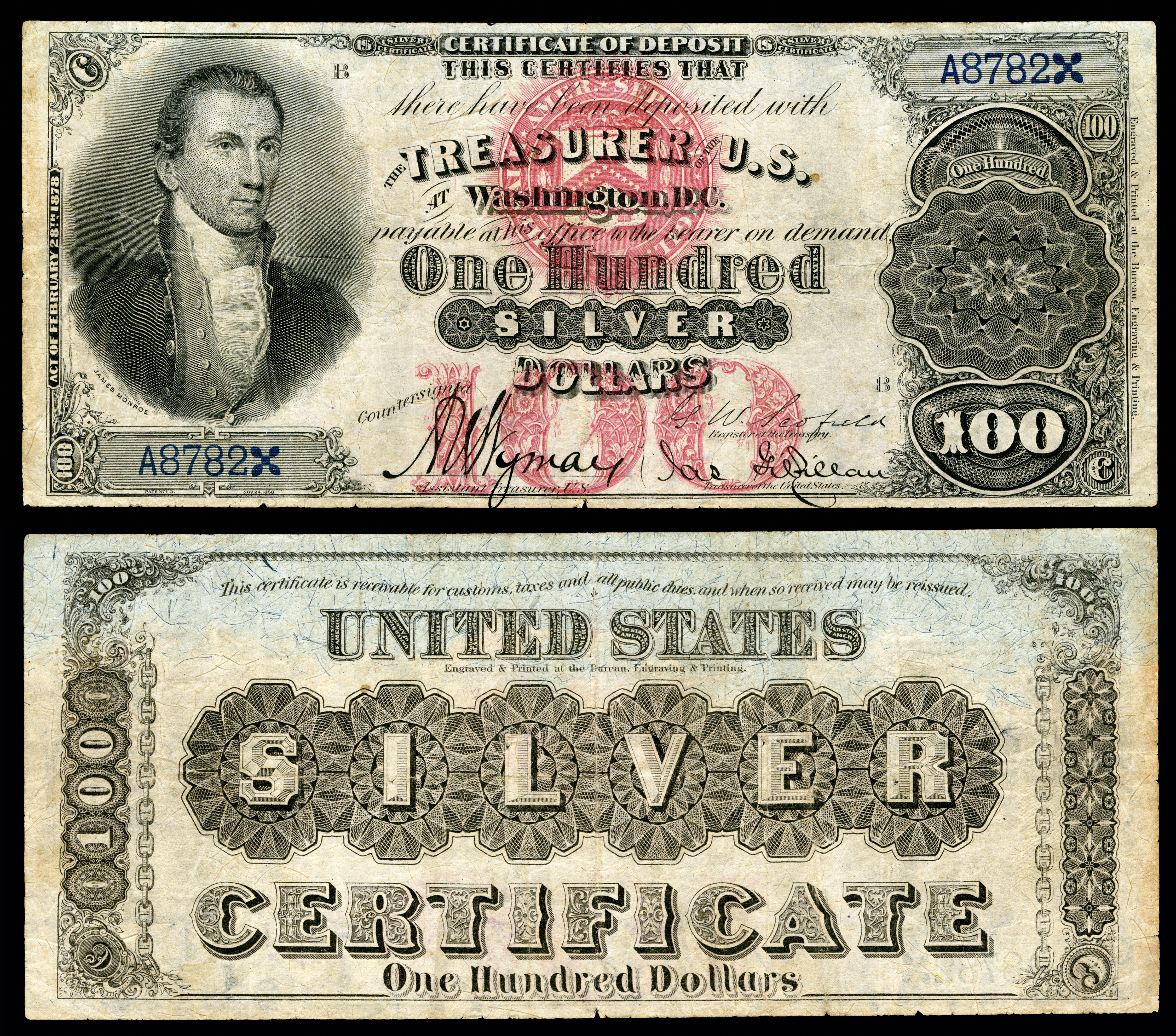
Certificado de prata de US$ 100 da série 1878 O primeiro certificado de prata de US$ 100 foi emitido com um retrato de James Monroe no lado esquerdo do anverso.
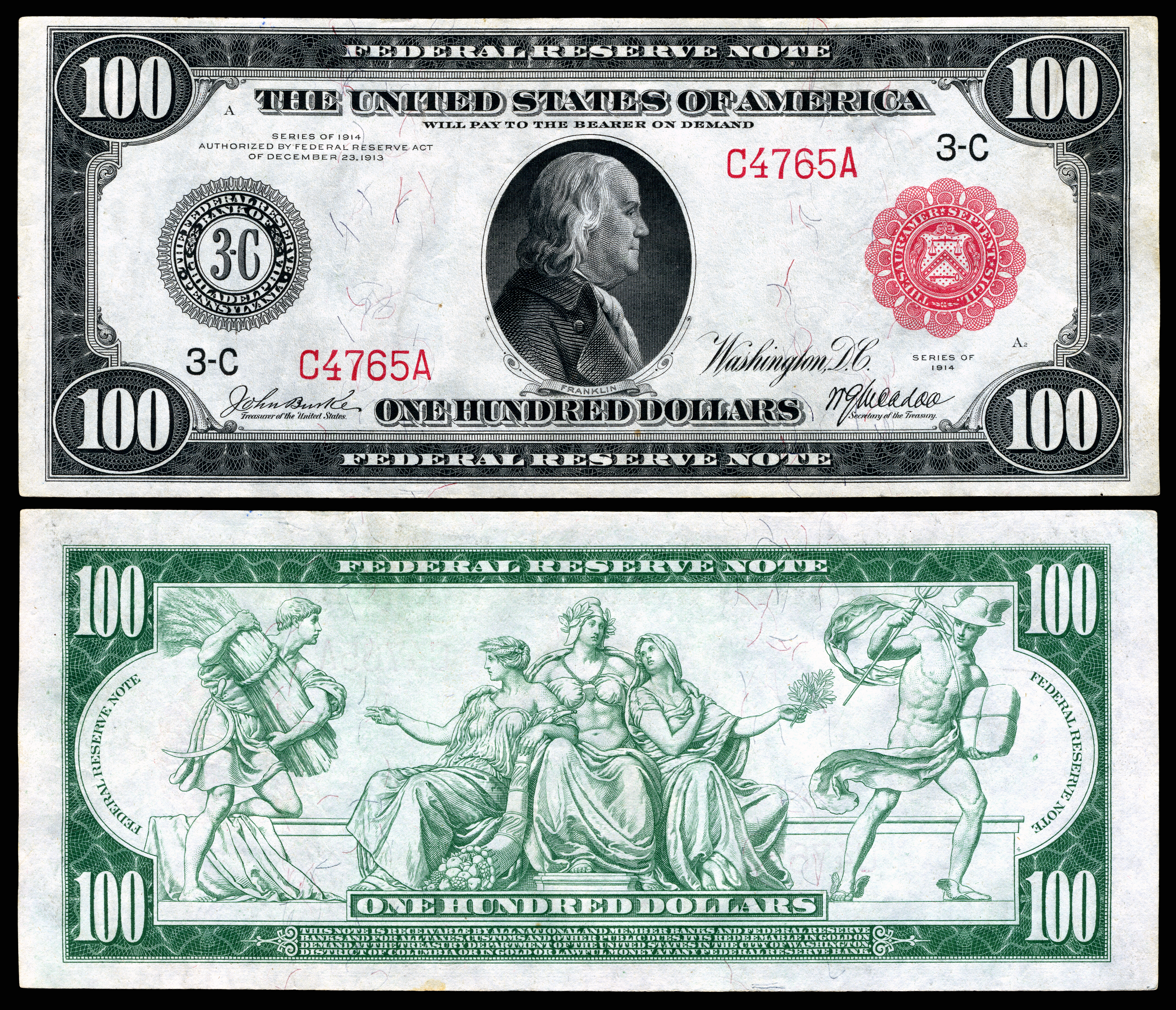
Nota de US$ 100 do Federal Reserve de 1914 A primeira nota de US$100 do Federal Reserve foi emitida com um retrato de Benjamin Franklin no anverso e figuras alegóricas representando trabalho, abundância, América, paz e comércio no reverso.
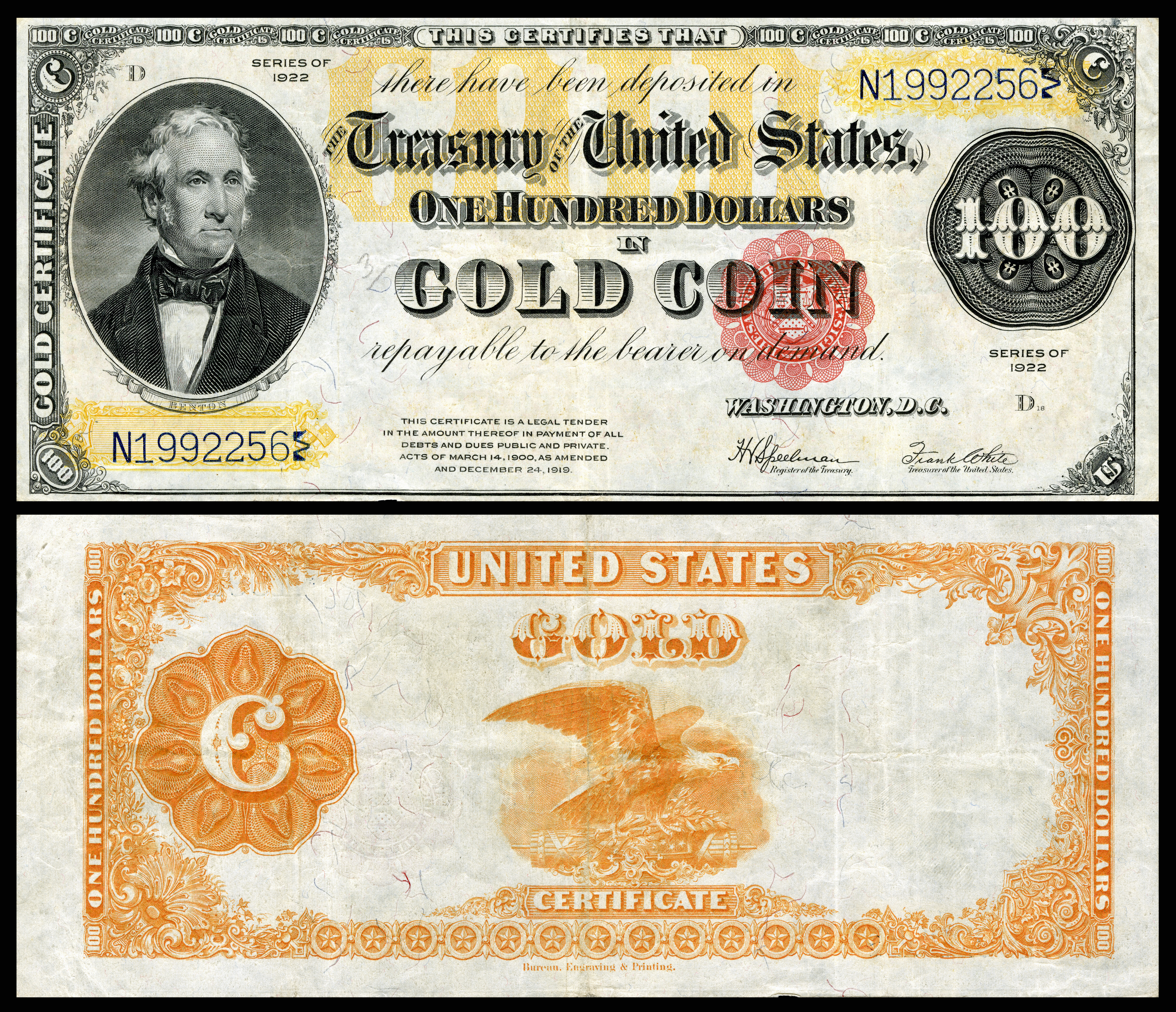
Certificado de Ouro de US$ 100 de 1922 O Certificado de Ouro da Série de 1880 foi reemitido com uma obrigação à direita do número de série inferior esquerdo no anverso.

### Notas de tamanho pequeno

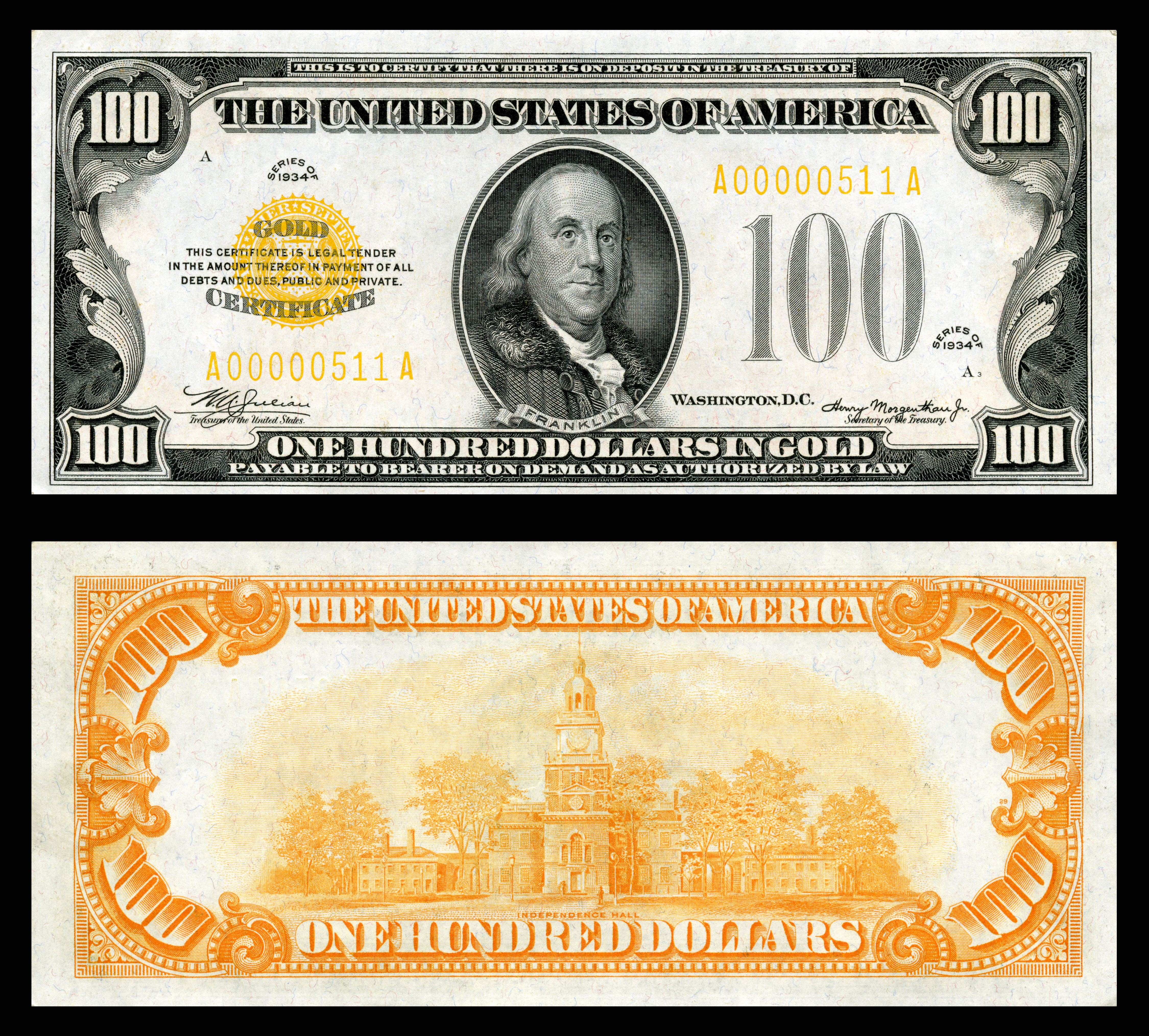
Ambas as vistas (anverso e reverso) do Certificado de Ouro de US$ 100 da Série de 1934.
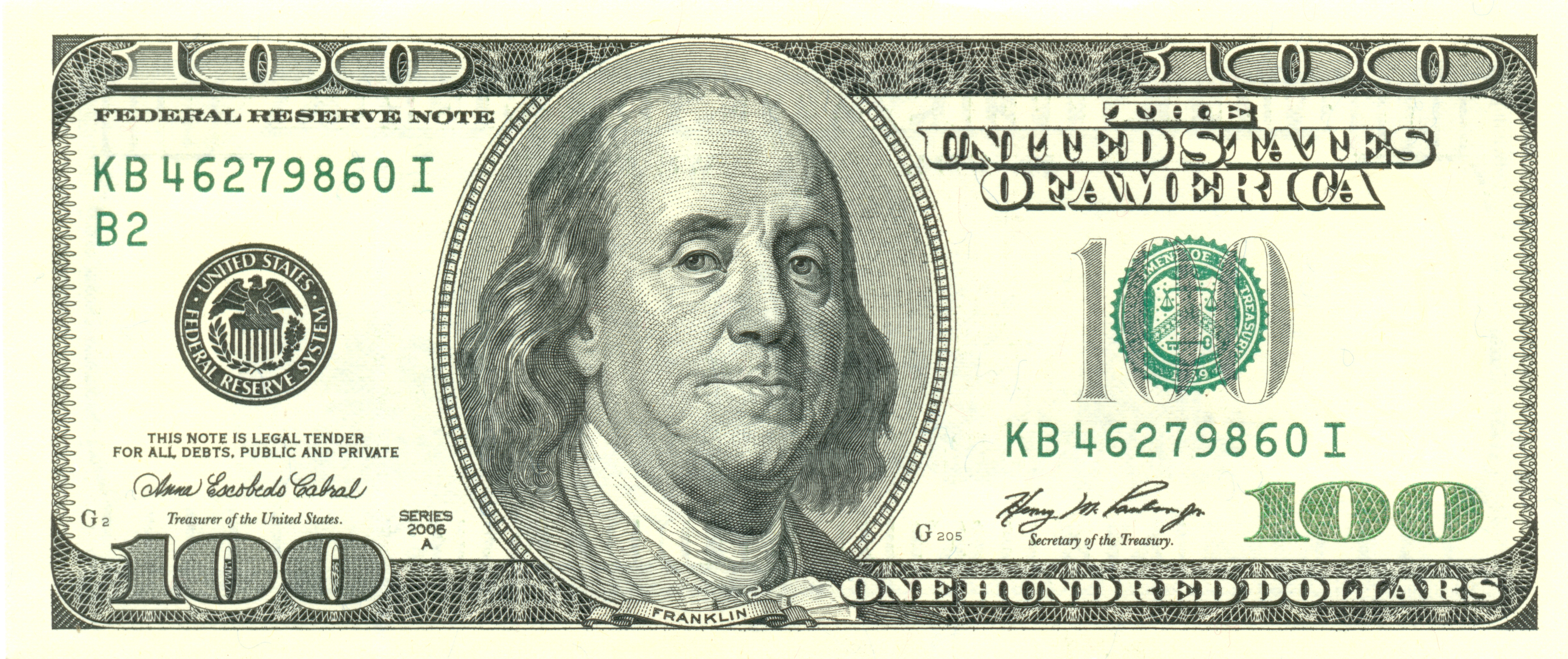
Anverso de uma nota de US$ 100 da Série 2006A.
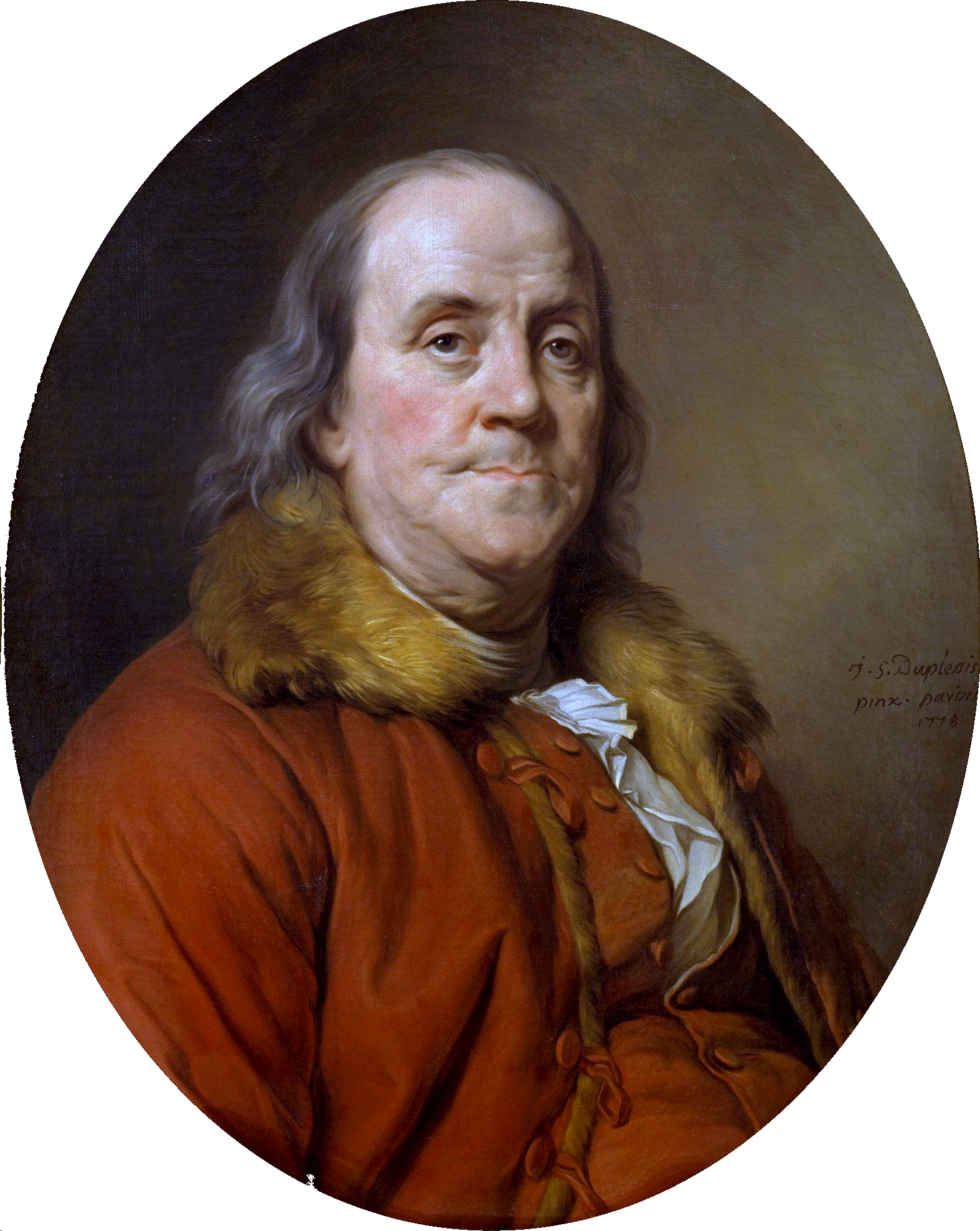
Retrato de Joseph-Siffred Duplessis de Benjamin Franklin usado na cédula de US$ 100 da série 1928 até a Série de 1995.
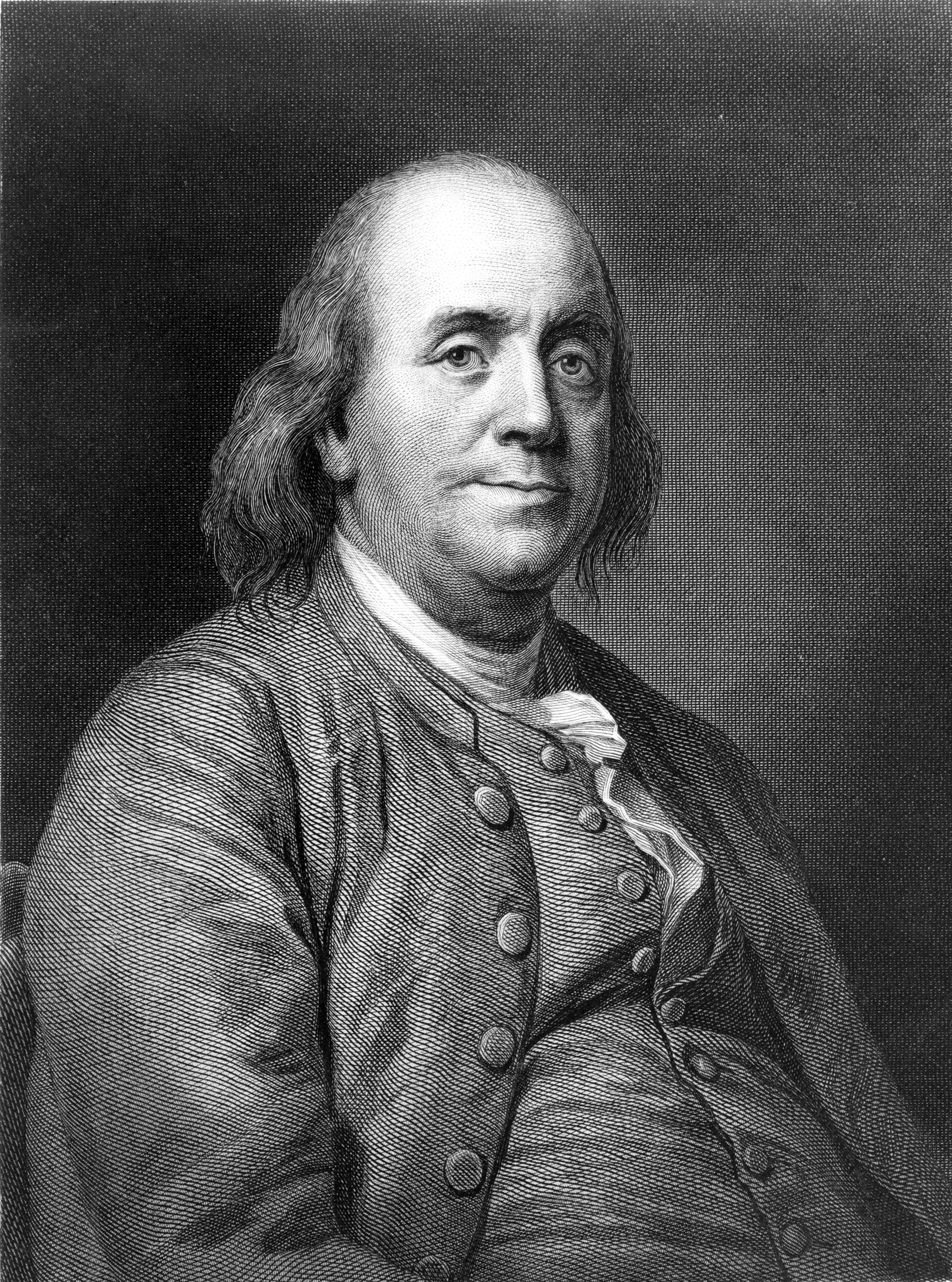
Gravura de H.B. Hall do retrato de Joseph-Siffred Duplessis de um Benjamin Franklin mais velho usado na atual nota de US$ 100 desde a Série de 1996.
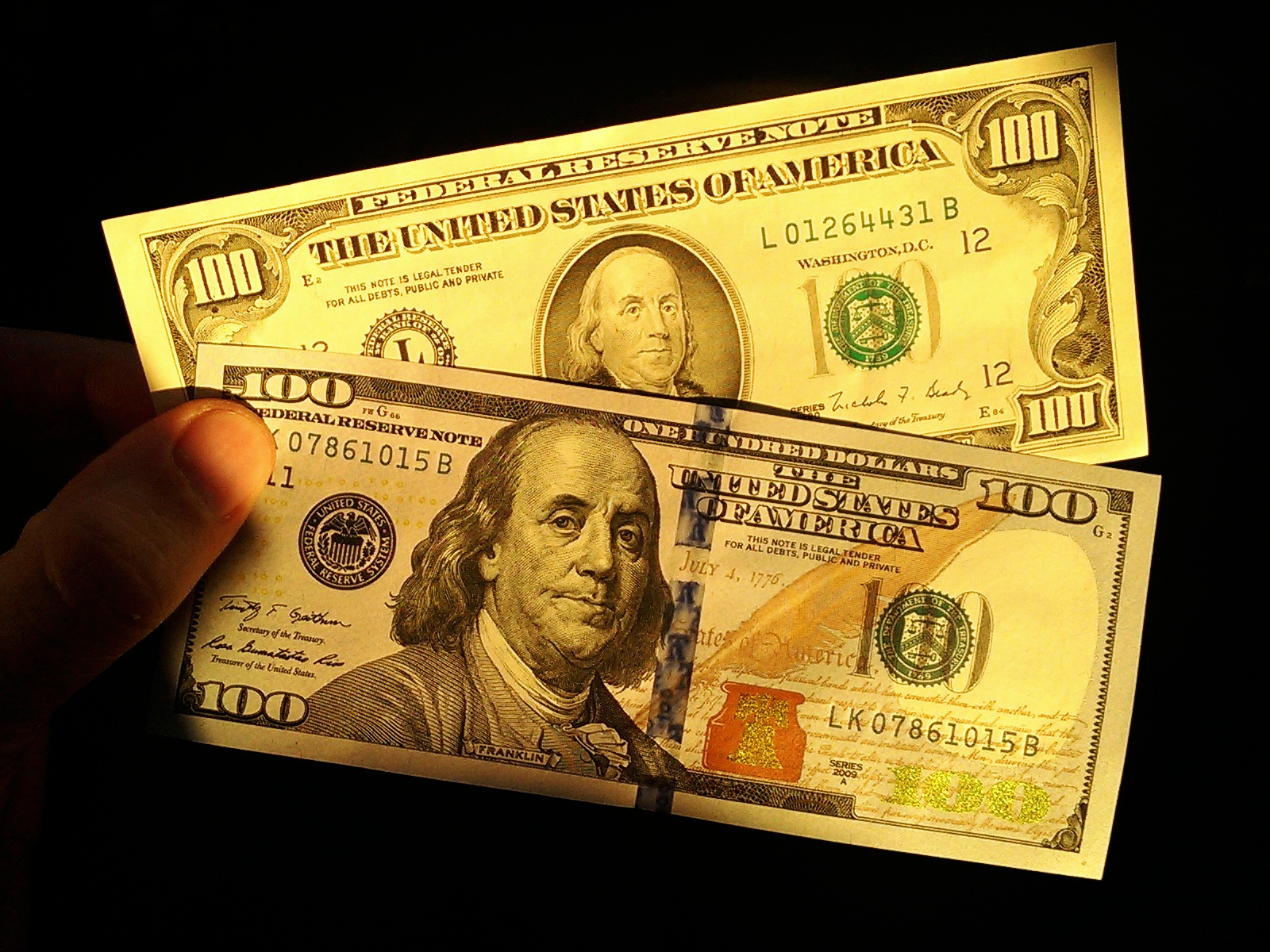
Comparação entre uma nota da Série de 1990 e uma nota da Série 2009A.

## Historia